# Port de Baiau
Port de Baiau är ett bergspass i Andorra. Det ligger i den västra delen av landet. Port de Baiau ligger 2 737 meter över havet. En vandringsled går över passet.
Den högsta punkten i närheten är Pic de Medécourbe, 2 914 meter över havet, 1,4 kilometer norr om Port de Baiau. Passet går mellan topparna Pic de Baiau och Pic de Sanfons.
Trakten runt Port de Baiau består i huvudsak av kala bergstoppar och gräsmarker.